# Серрастретта
Серрастретта (итал. Serrastretta) — коммуна в Италии, располагается в регионе Калабрия, подчиняется административному центру Катандзаро.
Население составляет 3589 человек, плотность населения составляет 88 чел./км². Занимает площадь 41 км². Почтовый индекс — 88040. Телефонный код — 0968.
Покровителями коммуны почитаются Пресвятая Богородица (Madonna del Soccorso), празднование 8 сентября, и San Gaetano.